# حقوق زنان در عربستان سعودی
حقوق زنان در پادشاهی عربستان سعودی، قوانین و مقرراتی است که مربوط به امور زنان، احوال شخصیه و شرایط اجتماعی آنهاست. این حقوق، پس از سال‌ها محدود شدن در مقایسه با حقوق مردان، در نتیجه تسلط جنبش مذهبی که پس از سال ۱۹۷۹ افزایش یافت، در اوت ۲۰۱۹ دستخوش اصلاحات اساسی شد. 

## سیاست‌های جنسیتی

### اشتغال
اگرچه در عربستان سعودی، اشتغالِ زنان ممنوع نیست، اما شرایط و محدودیت‌های بسیاری وجود دارد و زنان می‌بایست، پیش از شروع به کار، از وزارت امور اسلامی اجازه بگیرند. این سازمان، قوانین محدودکننده بسیاری را برای استخدام زنان گذاشته‌است، از آن جمله استخدام زنان را منوط به پنج شرط کرده‌است:
- کار زنان باید برای به دست آوردن درآمدِ لازم برای اداره زندگی باشد. اگر زنِ متقاضیِ کار نتواند ثابت کند که برای گذرانِ زندگی به پول بیشتر نیازمند است، وزارت امور اسلامی حق دارد او را از کار کردن منع کند یا تقاضای او را نادیده بگیرد.
- کارِ زنان باید تنها در محیطِ زنانه باشد و مردانِ نامحرم نباید حق ورود به محیط کار زنان را داشته باشند. از آن جمله زنان می‌توانند در مدارس دخترانه، کارگاه‌های خیاطی، پرستاریِ بیمارستان‌های زنان و کارهایی نظیر این بپردازند.
- کارِ زنان باید با ویژگی‌های جسمی، روحی و روانی زنان تناسب داشته باشد. اگرچه این اصل در بسیاری از کشورهای جهان رعایت می‌شود اما تفسیر و تعبیری که در عربستان سعودی از آن می‌شود، بسیار سختگیرانه است، چنان‌که بسیاری از فرصت‌های کار را از زنان می‌گیرد.
- کارِ زنان تنها با اجازه رسمیِ ولی او ممکن است؛ در موردِ زنانِ ازدواج نکرده، این اجازه با پدر؛ و در موردِ زنانِ ازدواج کرده، این اجازه با شوهر خواهد بود. اگر کارِ زن باعث غفلت او از وظایفِ خانه‌داری شود، شوهر او قانوناً می‌تواند او را از ادامه دادن به اشتغال منع کند؛ در نتیجه، دوامِ این اشتغال تنها منوط به اجازه دائم همسر است.
- کارِ زنان نباید با شریعت اسلامی (چنان‌که در عربستان سعودی تفسیر شده) در تضاد باشد؛ از آن جمله سعودی‌ها، سفرِ زنان بدونِ همراهی محرم یا چهره نمایی زنان به نامحرم را حرام می‌دانند.

با وجود این پنج شرط، محدودیت‌های بیشتری نیز برای کارِ زنان وجود دارد؛ از آن جمله به کار گرفتنِ زنان در بسیاری از سمت‌های اجرایی، وزارتخانه‌ها، ادارات و دادگستری ممنوع است؛ همچنین انتخابِ زنان به عنوانِ قاضی در عربستانِ سعودی منتفی ست.
میزانِ اشتغالِ زنان در عربستانِ سعودی در سالهای اخیر ثابت بوده و رشد چشمگیری نداشته‌است. با این که بیش از هفتاد درصدِ زنان در عربستان تحصیلاتِ دانشگاهی دارند، تنها پنج درصد آنها در نیروی کار هستند. این میزان اشتغالِ زنان، پایین‌ترین میزانِ اشتغال در جهان است.
تلاش برای گسترشِ کارِ زنان در عربستان سعودی، همواره با مقاومت گروه‌های مذهبی، ادارات وابسته به وزارتِ کار و بسیاری از شهروندان مردِ عربستان مواجه شده‌است؛ این افراد یا سازمان‌ها معتقدند که بر اساس شریعت، کار زنان باید در خانه و نه در خارج از خانه باشد. از آن جمله، دکتر القصیبی، وزیرِ کارِ عربستان سعودی، در سال ۲۰۰۶م، در اظهارنظری گفته بود: «وزارتخانه برنامه‌ای برای گسترش اشتغال زنان ندارد،... چرا که بهترین کار برای زنان، خانه‌داری و شوهرداری است… استخدام زنان بدون اجازه رسمی ولی ممتنع است، همان‌طور که کارِ زن در خارج از خانه نباید با کارِ او در خانه تداخل داشته باشد و باعث شود او از وظایفِ اصلی‌اَش منحرف شود…»

### آموزش
در دیدگاه سنتیِ عربستان سعودی، همواره دختران از آموزش دیدن در مدارس محروم بودند و تنها پسران حقّ شرکت در مدرسه‌ها را داشتند. با تشکیلِ دولت جدید عربستان و تأسیس وزارت آموزش، دختران نیز اجازه یافتند به مدرسه بروند. در سال ۱۹۴۸، نخستین دبستان دخترانه در مکّه تأسیس شد؛ از آن سال به بعد، مدارس، آموزشکده‌ها و دانشگاه‌های دخترانه بسیاری در شهرهای مختلف عربستان سعودی بنیاد شد و آموزشِ دختران در سطحِ کلان توسعه یافت- به نحوی که سازمانِ آموزشِ زنان از وزارتِ آموزش و پرورش عربستان جدا شد. در عربستانِ سعودی، کلیه دبستان‌ها، دبیرستان‌ها، دانشگاه‌ها، مراکز علمی و کتابخانه‌ها بر اساس جنسیت جداسازی شده‌اَند، اگرچه رئیسِ سازمانِ آموزشِ زنان بارها اعلام کرد: «جداسازی جنسیتی به این معنا نیست که آموزشِ دختران از امکاناتِ کمتری برخوردار باشد»
امروزه بسیاری از دانشگاه‌ها و آموزشکده‌های عربستان سعودی از سیستم‌های آموزش از راه دور (برپایه اینترنت) برای آموزش به زنان استفاده می‌کنند.

### رانندگی
رانندگی برای زنان در عربستان سعودی، از زمان تأسیس این کشور، ممنوع بوده و این ممنوعیت در طی سال‌ها تداوم یافته‌است. برخی نمایندگان مجلس شورا در این سال‌ها مخالفت خود را با این ممنوعیت اعلام کرده‌اَند؛ از آن جمله استناد کرده‌اَند که حدود یک میلیون راننده خارجی در کشور وجود دارند که هزینه سالیانه آنها بیش از ۳ میلیارد دلار است و اگر این ممنوعیت برداشته شود، نیازی به استخدام رانندگان خارجی نخواهد بود.
هیئت کبار علمای عربستان در سال ۱۹۹۰م با صدور فتوایی رانندگی زنان را به دلیل مخالفت با شرع مقدس حرام اعلام کرد و با وجود برخی تلاش‌های انجام شده برای لغو این ممنوعیت، به دلیل مخالفت مقامات روحانی این کشور، این تلاش‌ها به نتیجه نرسید.
در سال ۲۰۱۱ زنان عربستان کمپینی در اعتراض به ممنوعیت رانندگی به راه انداختند و منال شریف نخستین زنی بود که در این جریان در ملأ عام رانندگی کرد و پخش فیلم آن در اینترنت بازتاب گسترده‌ای داشت.
بنابه خبر سایت خبری آفتاب در ۱۷ آبان ۱۳۹۳، پارلمان عربستان سعودی، طرحی را، برای آزاد کردن رانندگی زنان در این کشور ارائه کرد که شرط رانندگی زنان در عربستان، سن بالای ۳۰ سال، لباس سنگین و داشتن رضایت‌نامه اعلام شد.
ملک سلمان در ۲۶ سپتامبر ۲۰۱۷ فرمانی نمایشی و فقط برای رهایی از انتقادات جامعه بشری صادر کرد که به موجب آن زنان می‌توانند از ژوئن ۲۰۱۸ شخصاً و بدون نیاز به کسب اجازه از قیم قانونی‌شان گواهی‌نامهٔ رانندگی اخذ کنند و در هنگام رانندگی نیز لزومی به حضور فیزیکی محافظ نیست.

### کنترل
برنامه ابشر به مردان ساکن در عربستان سعودی امکان می‌دهد تا زنان خود را کنترل کرده، به آنها اجازه سفر بدهند یا برای طلاق و پیگیری امور مربوط به طلاق همسران‌شان اقدام کنند‌. البته ابشر برای کنترل و ردگیری کارگران مهاجر در عربستان توسط کارفرمایان آنها نیز قابل استفاده است‌. رون ویدن به عنوان یکی از سناتورهای ایالات متحده از اپل و گوگل درخواست کرده تا یک برنامه دولتی عربستان سعودی به نام ابشر را از فروشگاه‌های خود حذف کنند. رسانه‌ها گزارش کرده‌اند که مردان عربستانی می‌توانند با استفاده از این اپ همسران و دختران خود را از راه دور کنترل کرده و مانع خروج آن‌ها از کشور شوند.
طبق گزارش گاردین، در عربستان زندان‌های مخفی برای دختران و زنان جوان وجود دارد که درصورت اختلاف و مشاجره با پدر یا شوهر، در مکان‌هایی با عنوان «خانه‌های مراقبت» مورد شلاق و سوءرفتار قرار می‌گیرند.